# Быков (Дрогобычский район)
Бы́ков (укр. Биків) — село в Дрогобычской городской общине Дрогобычского района Львовской области Украины.
Население по переписи 2001 года составляло 261 человек. Занимает площадь 0,947 км². Почтовый индекс — 82122. Телефонный код — 3244 75.